# Schriever (Luisiana)
Schriever es un lugar designado por el censo ubicado en la parroquia de Terrebonne en el estado estadounidense de Luisiana. En el Censo de 2010 tenía una población de 6853 habitantes y una densidad poblacional de 184,12 personas por km².

## Geografía
Schriever se encuentra ubicado en las coordenadas 29°44′6″N 90°49′51″O / 29.73500, -90.83083. Según la Oficina del Censo de los Estados Unidos, Schriever tiene una superficie total de 37.22 km², de la cual 37.06 km² corresponden a tierra firme y (0.43%) 0.16 km² es agua.

## Demografía
Según el censo de 2010, había 6853 personas residiendo en Schriever. La densidad de población era de 184,12 hab./km². De los 6853 habitantes, Schriever estaba compuesto por el 69.12% blancos, el 25.92% eran afroamericanos, el 1.4% eran amerindios, el 0.5% eran asiáticos, el 0.03% eran isleños del Pacífico, el 1.28% eran de otras razas y el 1.75% pertenecían a dos o más razas. Del total de la población el 3.3% eran hispanos o latinos de cualquier raza.